# Harrod, Ohio
Harrod là một làng thuộc quận Allen, tiểu bang Ohio, Hoa Kỳ. Năm 2010, dân số của làng này là 417 người.

## Dân số
- Dân số năm 2000: 491 người.
- Dân số năm 2010: 417 người.